# Isodaphne
Isodaphne là một chi ốc biển, là động vật thân mềm chân bụng sống ở biển trong họ Conidae.

## Các loài
Các loài thuộc chi Isodaphne bao gồm:
- Isodaphne albolineata Kilburn, 1977[2]
- Isodaphne garrardi Laseron, 1954[3]
- Isodaphne perfragilis (Schepman, 1913)[4]